# Liste des résolutions du Conseil de sécurité des Nations unies sur les Pays-Bas
Pour un article plus général, voir Liste des résolutions du Conseil de sécurité des Nations unies par pays.
Cet article dresse une liste des résolutions du Conseil de sécurité des Nations unies concernant les Pays-Bas.

## Pays-Bas
En forme longue le royaume des Pays-Bas, en néerlandais Nederland et Koninkrijk der Nederlanden
Les Pays-Bas sont membre fondateur de l'organisation des Nations unies.
- Résolution 27 : hostilités entre l'Indonésie et les Pays-Bas (adoptée le 1er août 1947 lors de la 173e séance).
- Résolution 30 : hostilités entre l'Indonésie et les Pays-Bas (adoptée le 25 août 1947 lors de la 194e séance).
- Résolution 31 : hostilités entre l'Indonésie et les Pays-Bas (adoptée le 25 août 1947 lors de la 194e séance).
- Résolution 32 : hostilités entre l'Indonésie et les Pays-Bas (adoptée le 26 août 1947 lors de la 195e séance).
- Résolution 35 : hostilités entre l'Indonésie et les Pays-Bas (adoptée le 3 octobre 1947 lors de la 207e séance).
- Résolution 36 : hostilités entre l'Indonésie et les Pays-Bas (adoptée le 1er novembre 1947 lors de la 219e séance).
- Résolution 40 : la question indonésienne (adoptée le 28 février 1948 adoptée lors de la 259e séance)).
- Résolution 41 : la question indonésienne (adoptée le 28 février 1948 adoptée lors de la 259e séance).
- Résolution 55 : la question indonésienne (adoptée le 29 juillet 1948).
- Résolution 63 : la question indonésienne (adoptée le 24 décembre 1948).
- Résolution 64 : la question indonésienne (adoptée le 28 décembre 1948).
- Résolution 65 : la question indonésienne (adoptée le 28 décembre 1948).
- Résolution 67 : la question indonésienne (adoptée le 28 janvier 1949).